# Гратис (Охајо)
Гратис (енгл. Gratis) град је у америчкој савезној држави Охајо.

## Демографија
По попису из 2010. године број становника је 881, што је 53 (-5,7%) становника мање него 2000. године.
| Група             | 2000.       | 2010.       |
| Белци             | 925 (99,0%) | 858 (97,4%) |
| Афроамериканци    | 1 (0,1%)    | 4 (0,5%)    |
| Азијати           | 0 (0,0%)    | 0 (0,0%)    |
| Хиспаноамериканци | 5 (0,5%)    | 3 (0,3%)    |
| Укупно            | 934         | 881         |